# Doilungdêqên
Doilungdêqên (en tibetano, སྟོད་ལུང་བདེ་ཆེན་ཆུས; wylie, stod lung bde chen chus; literalmente, ‘"felicidad del valle superior’; en chino, 堆龙德庆区; pinyin, Duīlóngdéqìng qū) es una ciudad-distrito bajo la administración directa de la ciudad-prefectura de Lhasa, en el sur de la Región Autónoma del Tíbet, República Popular China. Situada en la orilla norte del río Duilong en la meseta tibetana a una altitud promedio de 4000 m s. n. m., está rodeada de montañas y es en gran parte agrícola y contiene los suburbios occidentales de la ciudad de Lhasa. Su área es de 2682 km² y su población total es de 45 551 habitantes según el censo de 2007.
El 13 de octubre de 2015 el Consejo de Estado aprobó la nivelación de condado a ciudad-distrito Doilungdêqên.

## Administración
La ciudad-distrito de Doilungdêqên administra 7 pueblos, que se dividen en 2 poblados y 5 villas: 
- Poblado Donggar གདོང་དཀར་ - 东嘎镇
- Poblado Naiqung གནས་ཆུང་ - 乃琼镇
- Villa Dêqên བདེ་ཆེན་ - 德庆乡
- Villa Marqu དམར་, 马乡
- Villa Gurum རྒུ་རུམ་ - 古荣乡
- Villa Yabda ཡབ་མདའ་ - 羊达乡
- Villa Niu སྣེའུ་ - 柳梧乡